# Florentiner (Diamant)

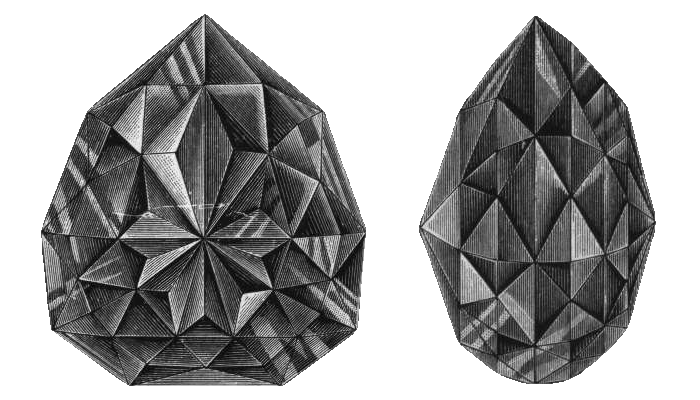
Darstellung des „Florentiners“ im Nordisk familjebok.

Der „Florentiner“ (auch „Großherzog der Toskana“, „Österreicher“) ist ein historischer Diamant von zuletzt 137,2 Karat, etwa der Größe einer Walnuss und gelber Farbe. Er war von großer Klarheit und zeigte ein schönes Funkeln. Zuletzt befand er sich in der Form eines Briolettes mit neunfacher Anordnung der Facetten. Seine genaue Herkunft ist unbekannt. Dieser Diamant befand sich im Besitz der österreichischen Kaiserfamilie, ist aber seit den 1920er Jahren verschollen, nachdem seine Eigentümer ihn an einen Betrüger verloren hatten. Zum Zeitpunkt seines Verschwindens galt er als der viertgrößte Diamant weltweit.

## Geschichte des „Florentiners“
Die Geschichte des "Florentiners" ist geprägt durch seine unbekannte Herkunft, dann durch eine gut belegte Zeit bis in die 1920er Jahre (in der er sich zumeist im Besitz der Habsburger befand), sowie zuletzt durch sein späteres Verschwinden und den unbekannten Verbleib.

### Herkunft des „Florentiners“
Die genaue Herkunft des Steines, der als „Florentiner“ bekannt wurde, ist nicht gesichert. Es bestehen mindestens drei mögliche Wege, wie der Stein in den Besitz der Habsburger gelangt sein könnte. Zwei der möglichen Ereignisstränge gehen auf Herzog Karl den Kühnen von Burgund (1467–1477) zurück, nach einer dritten Version soll es sich um portugiesische Kriegsbeute gehandelt haben.

#### Erste Version: Fund eines Landsknechtes nach der Schlacht von Nancy 1477

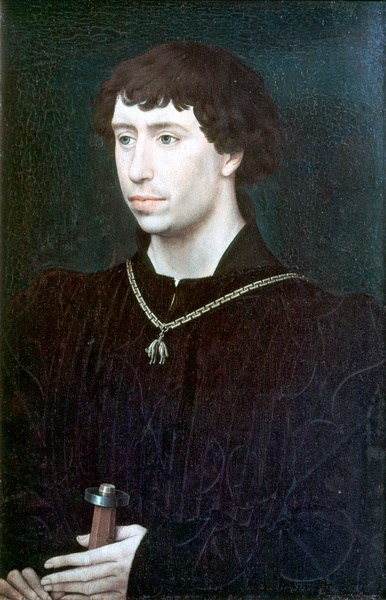
Karl der Kühne (Gemälde von Rogier van der Weyden), um 1460

Nach der ersten, wie auch der zweiten Version befand sich der später als „Florentiner“ bekannt gewordene Stein im Besitz Karls des Kühnen, der auch Flandern und damit die wichtigsten Umschlagsorte für Diamanten der damaligen Zeit (Brügge und Antwerpen) zu seinem Herrschaftsbereich zählte und sich so den Diamanten aus dem eigenen Machtbereich hätte besorgen können. Der Diamant soll von Ludwig van Berquen, dem Erfinder des Diamantschliffs, für Karl den Kühnen geschliffen worden sein. Gesichert ist, dass er drei Diamanten in der Schlacht bei Nancy, in der er gefallen ist, bei sich führte, unter anderem einen etwa walnussgroßen Stein von gelber Farbe, bei dem es sich um den „Florentiner“ gehandelt haben könnte.
Nach der Schlacht soll ein schweizerischer Landsknecht den Stein gefunden und aufgehoben haben, wobei er ihn für Glas hielt. Er soll ihn dann später an den Pfarrer von Montagny zum Preis von einem Gulden verkauft haben. Dieser veräußerte den Stein dann für drei Franken an die Stadt Bern. Diese soll dann versucht haben den Diamanten in Lyon in Kommission zu geben, was allerdings misslang. Schließlich soll der Berner Bürger Bartholomäus May den Edelstein von der Stadt zum Preis von 5.000 Gulden, wobei auch eine Vermittlungsgebühr von 400 Gulden für den Schultheiß anfiel, erworben haben und für 7.000 Gulden nach Genua weiterverkauft haben. Dort soll ihn der Herzog von Mailand Ludovico Sforza, genannt „il Moro“ (* 1452, † 1508) erworben haben. Dieser gab ihn dann möglicherweise an den Papst Julius II. weiter. Im Vatikan soll er zunächst verblieben sein, bis er unter Pius V. an die Medici kam, die zu diesem Zeitpunkt Großherzöge der Toskana waren. 1657 sah Jean-Baptiste Tavernier einen dem „Florentiner“ gleichenden Stein im Besitz der Medici und beschrieb ihn. Tavernier soll ihn erstmals benannt haben. Nach dem Aussterben der Medici 1737 wurde Franz Stephan, der Ehemann Maria Theresias von Österreich, Großherzog der Toskana und soll so auch Eigentümer des Steines geworden sein, der zu diesem Zeitpunkt den Titel „Großherzog der Toskana“ trug. Er überführte ihn in das Eigentum der Habsburger, Maria Theresia soll seinen Namen auf „Florentiner“ verkürzt haben.

#### Zweite Version: Kriegsbeute der Stadt Basel nach der Schlacht von Nancy 1477
Nach der zweiten Version soll der Diamant nach der Schlacht der Stadt Basel zugefallen sein. Diese soll den Stein an die Fugger verkauft haben. Von diesen soll der englische König Heinrich VIII. 1547 den Diamanten erworben haben. Mit der Heirat Philipp II. mit Maria von England, der Tochter Heinrich des VIII., soll der „Florentiner“ an das Haus Habsburg gelangt sein.

#### Dritte Version: Portugiesische Kriegsbeute in Indien
Nach einer dritten Version sollen portugiesische Truppen den noch ungeschliffenen Rohdiamanten vom Herrscher von Vijayanagar (Narsingha) in Indien erbeutet und nach Goa gebracht haben. Der Gouverneur von Goa, Ludovico Castro, Graf von Montesanto, soll den Stein für 35.000 Escudos an den Großherzog der Toskana Ferdinand I. verkauft haben. Dieser soll den venezianischen Diamantschleifer Pompeo Studendoli beauftragt haben, den Rohdiamanten zu schleifen. Studandoli soll nach vierjähriger Arbeit 1615 den Schliff vollendet haben. Wie nach der ersten Version gelangte er dann über den Ehemann Maria Theresias an Habsburg.

### Geschichte des „Florentiners“ bis zum Beginn des Ersten Weltkrieges

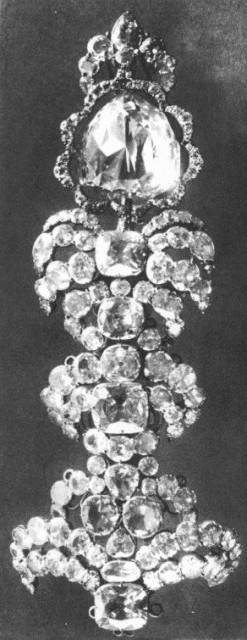
Der „Florentiner“ (oben) in der Hutagraffe, in der einzig bekannten Fotoaufnahme, die vor 1918 entstanden sein muss

Der „Florentiner“ war zusammen mit anderen Teilen des Kronschatzes im Gewölbesaal der Hofburg der Öffentlichkeit zugänglich gemacht. Der „Florentiner“ ruhte hierbei in der Vitrine XIII.
In der einzig bekannten Fotoaufnahme, die vor 1918 entstand, war der „Florentiner“ Teil einer Hutagraffe.

### Der „Florentiner“ seit dem Ende der Monarchie
Mit dem Ende des Ersten Weltkrieges kam es auch in Österreich zu Unruhen und zur Ausrufung der Republik. In der Nacht vom 31. Oktober auf den 1. November 1918 begab sich Oberstkämmerer Leopold Graf Bechthold im Auftrag des österreichischen Kaisers Karl I. in die Schatzkammer und entnahm dort aus der Vitrine 13 den Familienschmuck der Habsburger, der bereits zu Zeiten Maria Theresias rechtlich vom reinen Staatseigentum getrennt war. Mit diesem Schmuck, zu dem auch der „Florentiner“ gehörte, begab er sich zunächst zum Kaiser nach Schloss Schönbrunn. Am 4. November 1918 brach er zum Wiener Westbahnhof auf, um von dort mit dem Schmuck in die Schweiz zu fahren. Der Oberstkämmerer wurde allerdings am Bahnhof von Eisenbahnern aufgehalten, die sich den „Roten“ angeschlossen hatten. Diese beriefen sich auf ein kaiserliches Gesetz, das während des Krieges die Ausfuhr von Wertsachen ins Ausland verbot. Nach einer Rücksprache mit dem Polizeipräsidenten ließen sie Leopold Graf Bechthold jedoch mit dem Schmuck ausreisen. Er fuhr nach Zürich und hinterlegte die Wertsachen bei der Schweizerischen Nationalbank.

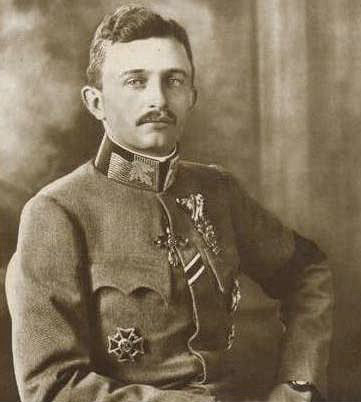
Karl von Österreich

Als kurz darauf der Transport der Schmuckstücke bekannt wurde, begann die Diskussion um die Verstaatlichung des habsburgischen Besitzes. Die Ausfuhr der Wertgegenstände wurde damit zum Politikum. Es kam in der Folge dieser Diskussion zu den Habsburger-Gesetzen von 1919 und 1921 mit der Verstaatlichung des Eigentums der Familie Habsburg und der Abschaffung der Adelstitel in Österreich. Karl musste abdanken und Österreich mit seiner Frau Zita verlassen. Außerhalb Österreichs verfügten sie über keinerlei Vermögen, da sie das habsburgische Privatvermögen nicht außer Landes geschafft hatten. Lediglich der Schmuck war ihnen verblieben.
Um die geretteten Wertsachen zu Geld machen zu können, wandten sie sich in ihrem schweizerischen Exil an einen ehemaligen Finanzberater des 1914 ermordeten Thronfolgers Franz Ferdinand, einen gewissen Bruno Steiner.
Steiner nahm 1919 Kontakt zu dem Edelsteinhändler Alphonse de Sondheimer auf. Dieser gehörte nicht zur ersten Garnitur der Edelsteinhändler und konnte auch selbst nicht die notwendigen Mittel für die vollständige Verwertung der Wertgegenstände aufbringen. Aber durch ihn konnte der in Frankreich ansässige Jacques Bienenfeld als Finanzier hinzugewonnen werden. Die Vereinbarung zwischen Sondheimer und Steiner sah so aus, dass Sondheimer nur die Edelsteine selbst erwerben wollte, diese also aus den jeweiligen Fassungen gebrochen wurden. Er zahlte zudem an Steiner eine zehnprozentige Provision, von der der ehemalige Kaiser nichts erfahren sollte. Insgeheim behielt Steiner auch noch das Edelmetall der Fassungen.
Seitens der ehemals kaiserlichen Familie wurde zwischen solchen Wertgegenständen unterschieden, die verkauft werden konnten und solchen, die für die Familie wichtig waren und die auf keinen Fall verkauft werden sollten. Zu Letzteren zählte auch der „Florentiner“.
1921 benötigte Karl von Habsburg dringend eine größere Geldsumme für die Durchführung des zweiten Restaurationsversuchs in Ungarn. Steiner vereinbarte daraufhin die Hinterlegung auch als nicht verkäuflich angesehener Wertgegenstände als Pfand für einen Kredit in Höhe von 1,6 Millionen Schweizer Franken. Durch den guten Verdienst aus den Geschäften mit Steiner konnte Sondheimer diese Summe diesmal ohne Hilfe Bienenfelds aufbringen. Karl von Habsburg ging davon aus, dass er nach der Restauration als König von Ungarn die Wertsachen wieder einlösen könne. Sondheimer ging davon aus, dass ihm dies nicht möglich sein würde. Im Oktober 1921 brach die ehemals kaiserliche Familie nach Ungarn auf, um dort den Thron zu besteigen. Am 23. Oktober 1921 scheiterte dieser Restaurationsversuch. Karl musste sich mit seiner Familie in das von britischer Seite als Exil bestimmte Madeira begeben. Während der Abwesenheit der Habsburger erschien Steiner in Begleitung Bienenfelds bei Sondheimer und behauptete, dass er ermächtigt sei, die Preziosen auszulösen, die nötige Summe wurde Sondheimer ausgehändigt. Hernach verschwand Steiner in Richtung Wiesbaden. Als die Ehefrau Karls, Zita von Bourbon-Parma, mithilfe eines portugiesischen Passes am 12. Januar 1922 in die Schweiz zurückkehrte, musste sie feststellen, dass Steiner mit den Wertsachen verschwunden war. Es wird angenommen, dass hierzu auch der „Florentiner“ gehörte.

## Möglicher Verbleib des Florentiners

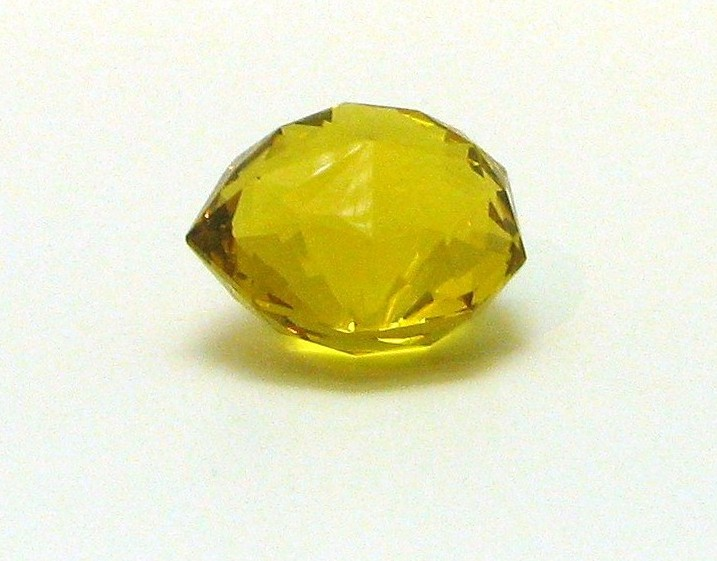
Kopie des Florentiners

Seither gilt er als verschollen. Möglicherweise wurde er in kleinere Steine gespalten, um die Herkunft zu verwischen.
Um den Verbleib des Diamanten bestehen eine Vielzahl von Gerüchten. Zwei Diamanten, die bei Versteigerungen auftauchten, wurde nachgesagt, dass es sich um Teile des „Florentiners“ handeln könnte.

### 1923 auf dem amerikanischen Markt aufgetauchter Diamant
1923 kam auf den amerikanischen Markt ein kissenförmiger 99,52 Karat schwerer, gelber Diamant, der den Namen „Shah d’Iran“ (Schah von Persien) trug.
Es kamen Gerüchte auf, dass es sich um den umgeschliffenen „Florentiner“ gehandelt haben könnte. Dem wurde eine eigene Geschichte des „Shah d’Iran“ entgegengehalten – es soll sich um einen Diamanten gehandelt haben, den Nadir Schah (König von Persien) nach der Einnahme von Delhi in dem dort erbeuteten Schatz fand.

### 1981 auf einer Auktion von Christie’s aufgetauchter namenloser Diamant
Während der Herbstauktion des Auktionshauses Christie’s im November 1981 in Genf wurde unter der Position 710 ein ungewöhnlich großer gelber Diamant von 81,56 Karat genannt, der namenlos sein sollte. Er war eingerahmt von vierzehn kleinen Brillanten an einer goldenen Kette mit Rückenverschluss. Der Diamant ging für 600.000 Schweizer Franken an einen Telefonbieter. Der Anbieter kann von Christies nicht mehr ermittelt werden, da die Verpflichtung zur Aufzeichnung aller Einlieferer 1980 aufgehoben wurde. Von technischer Seite wird bezweifelt, dass bei der Spaltung des „Florentiners“ ein Stein dieser Größe verbleiben könne.

## Der Florentiner in Kunst und Literatur
In seinem erstmals 1988 erschienenen Roman Vastas emoções e pensamentos imperfeitos (dt. Grenzenlose Gefühle, unvollendete Gedanken, 2003) verwendet der brasilianische Krimiautor Rubem Fonseca den Florentiner als MacGuffin. In der deutschen Übersetzung wird die portugiesische Bezeichnung für den Diamanten (Florentino) beibehalten.
Rolf Ackermann griff in seinem 2006 erschienenen Buch Der Fluch des Florentiners den Florentiner als Thema auf.
2013 entstand der französisch-belgisch-luxemburgische Spielfilm 137 Karat – Ein fast perfekter Coup (Le dernier diamant), der den Diebstahl des wieder aufgetauchten Edelsteins zum Thema hat.
In Der rote Diamant verfolgt Thomas Hürlimann in einer irrwitzigen Geschichte die Spur des Florentiners bis in ein Kloster als letztem Hort der Habsburger zur Zeit der Jugendunruhen von 1968.